# Четинест жълт кантарион
Четинестият жълт кантарион (Hypericum setiferum) е многогодишно тревисто растение от семейство Звъникови, български ендемит, изчезнал вид, включен в Червената книга на България и в Закона за биологичното разнообразие.
Многогодишно тревисто растение с едно или няколко стъбла. Достига височина до 30 – 40 cm. Листата му от долната страна по жилките са късочетинести, със сърцевидна основа и стъблообхватни. Цветовете са събрани в рехави метличести съцветия, жълти, дълги 10 – 15 mm. Плодът е конична кутийка, по повърхността с яйцевидноудължени жлезисти мехурчета. Семената му са дребни и надлъжнонабръчкани. Цъфти през май – юни и плодоноси през юни – юли. Опрашва се от насекоми и се размножава със семена.
Видът е бил разпространен по сухи тревисти каменливи и храсталачни места, на силикатни почви, в границите на ксеротермния дъбов пояс. Събиран е за последно през 1914 г. на Джендем тепе в Пловдив.
Видът е описан през 1929 г. от Борис Стефанов.